# 西班牙学院
西班牙学院（Collegio di Spagna），正式名称为Real Colegio Mayor de San Clemente de los Españoles，是意大利博洛尼亚大学为西班牙学生设立的一个学院，成立于1364年，兴建于1365–1367年。
该院为萨拉曼卡大学自14世纪起兴建之诸学院的模型，也是此后几个世纪中西班牙其他大学的模型。自1488年以来，一直得到西班牙王室的资助。

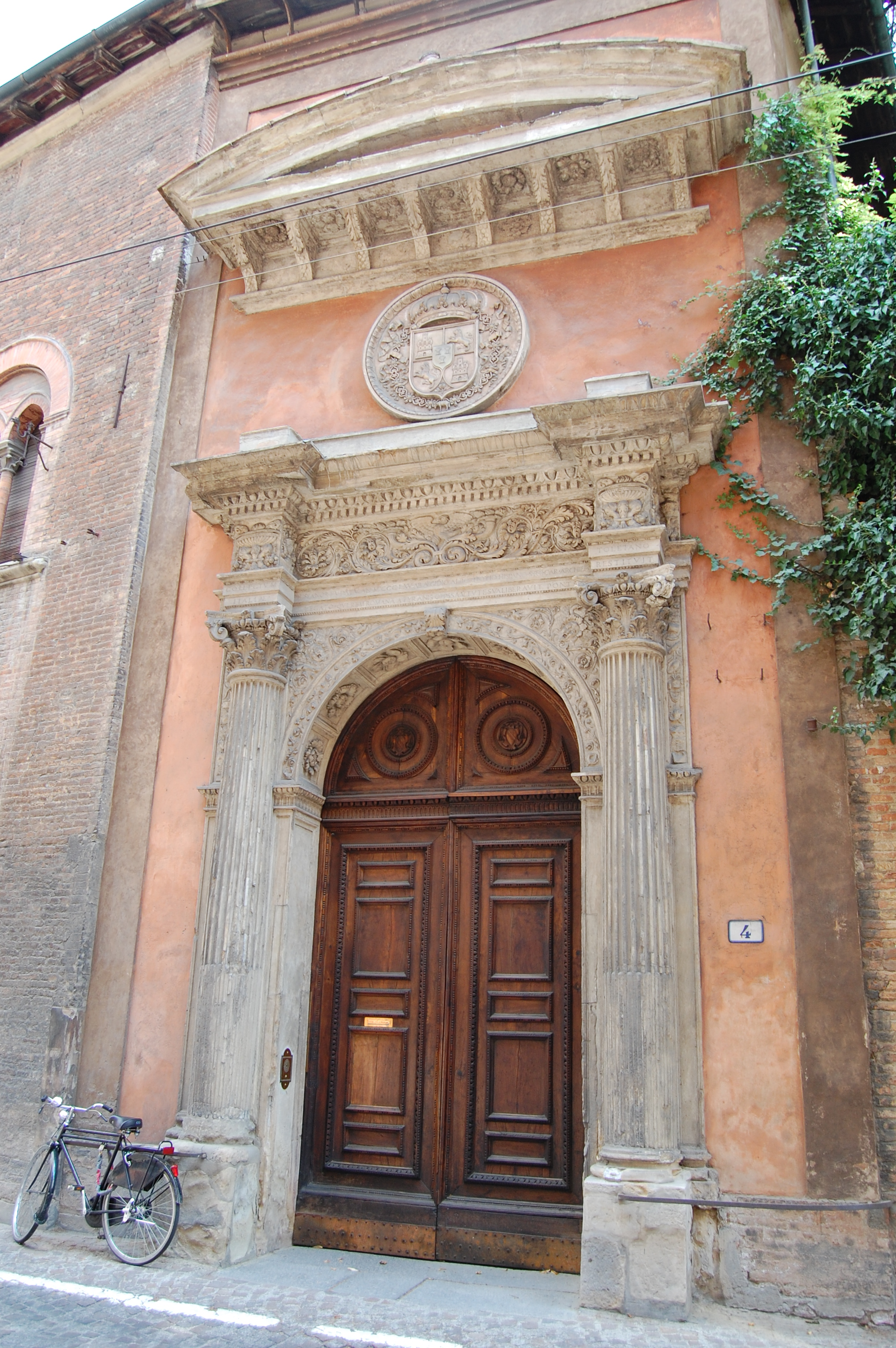
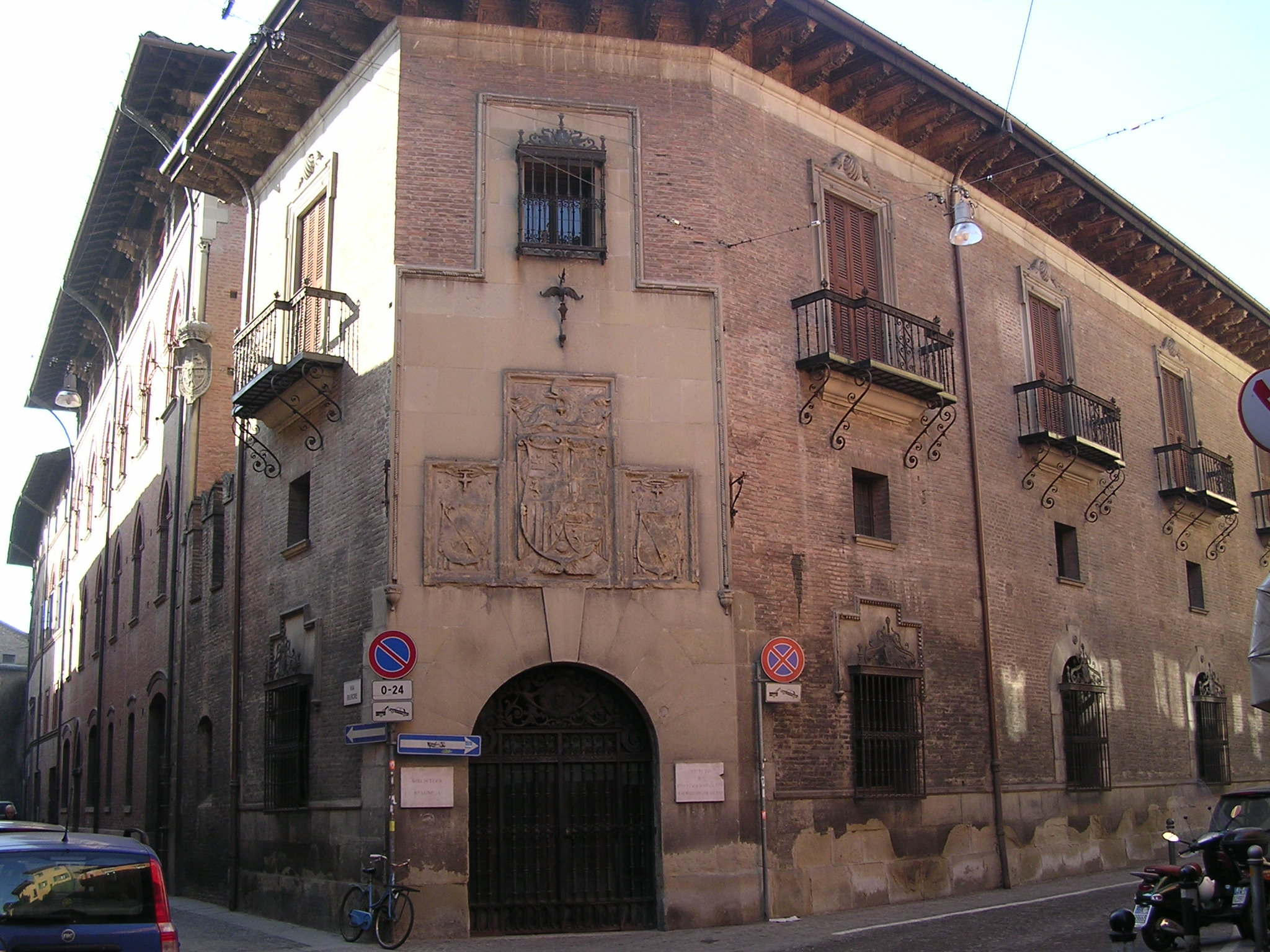
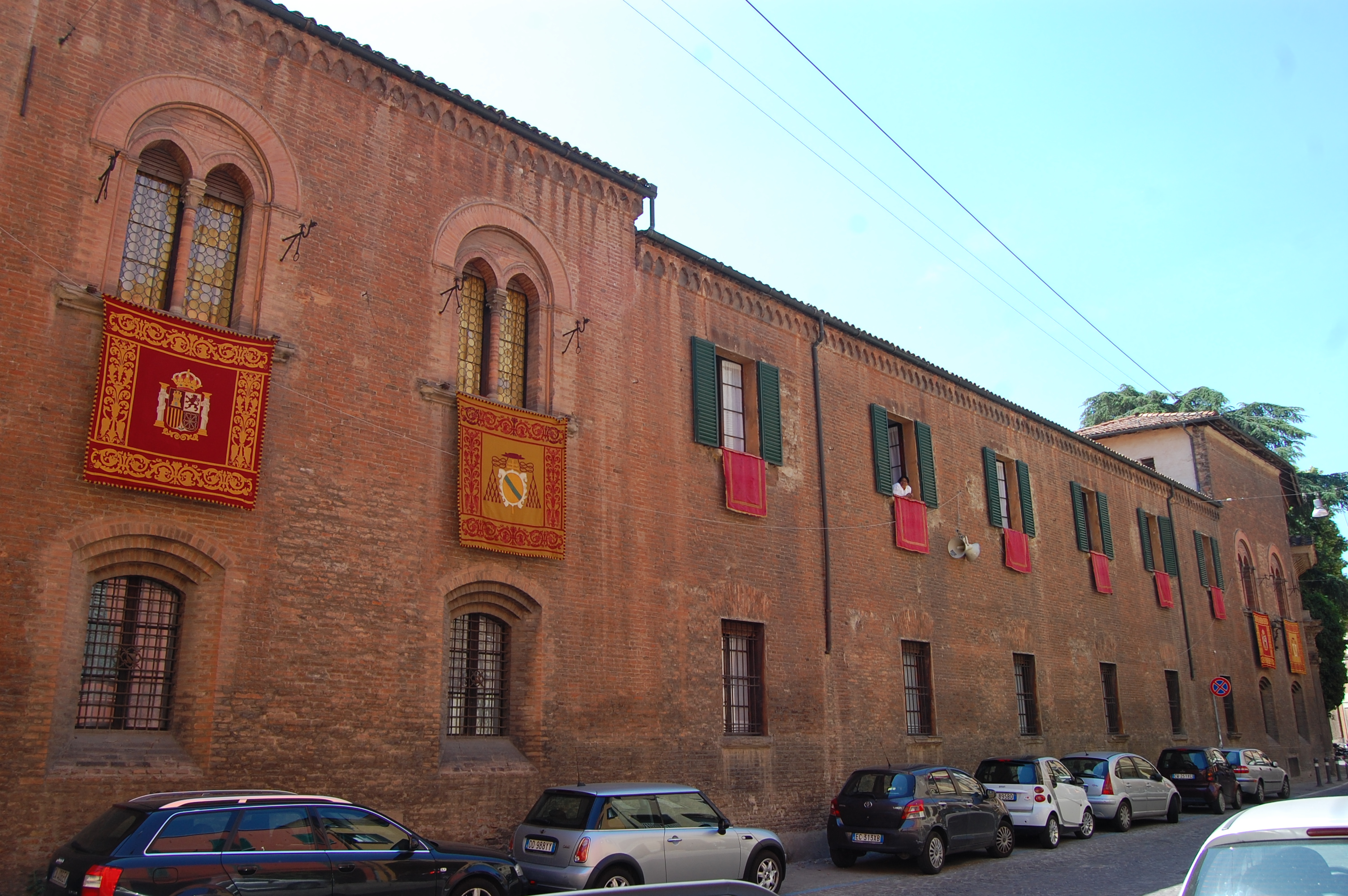
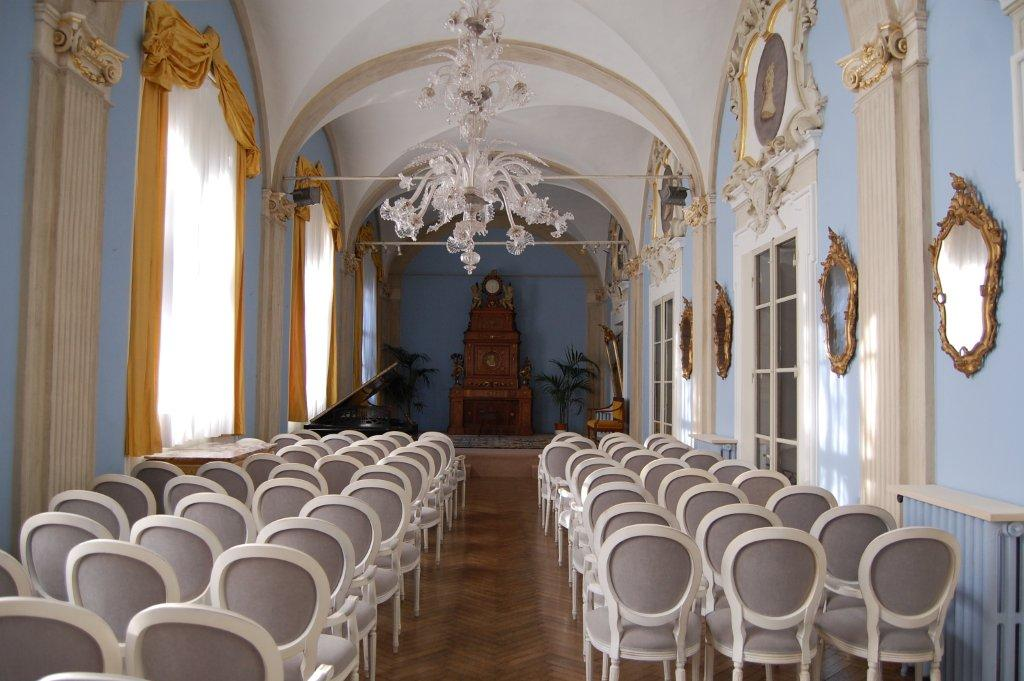
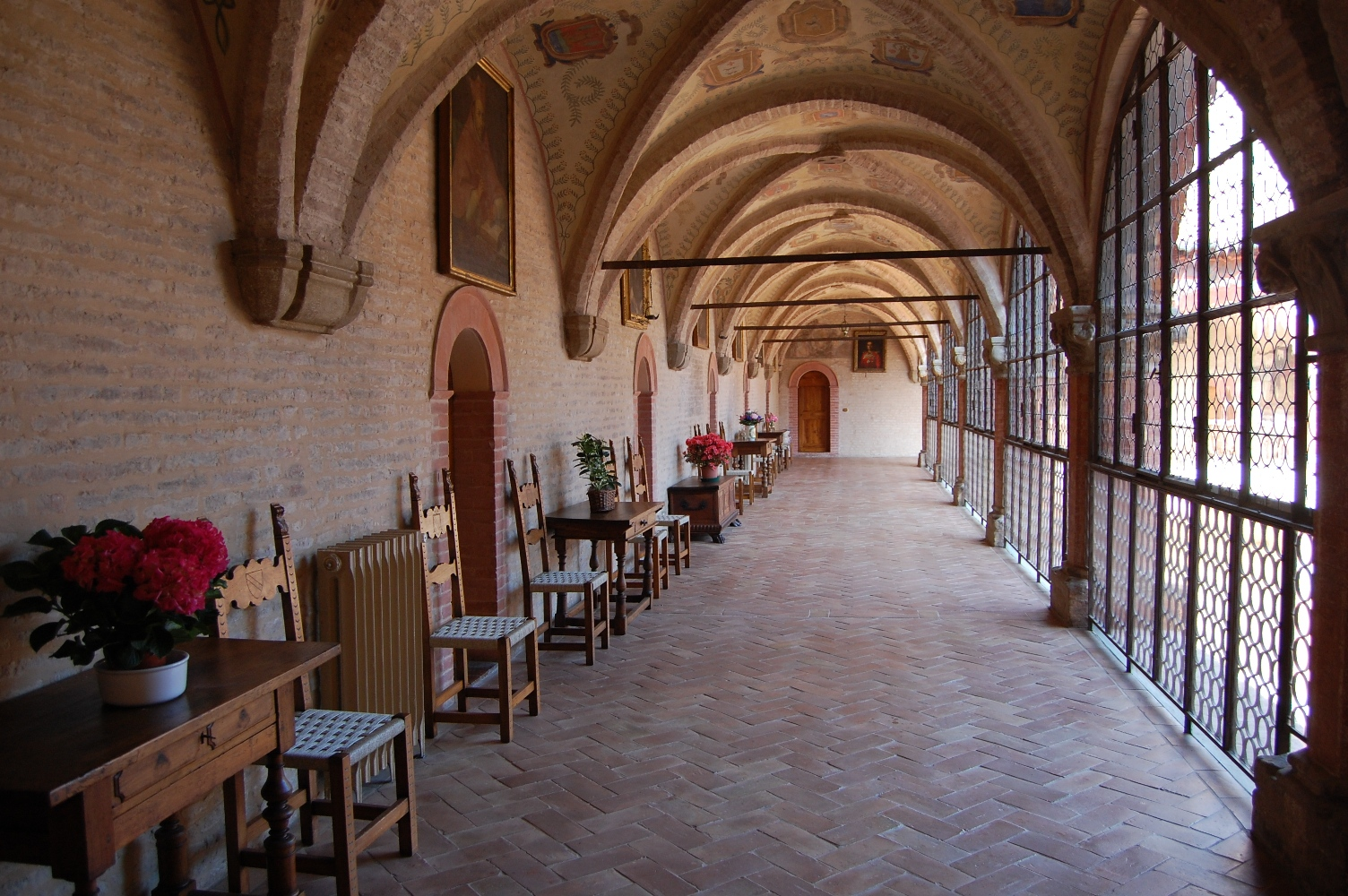
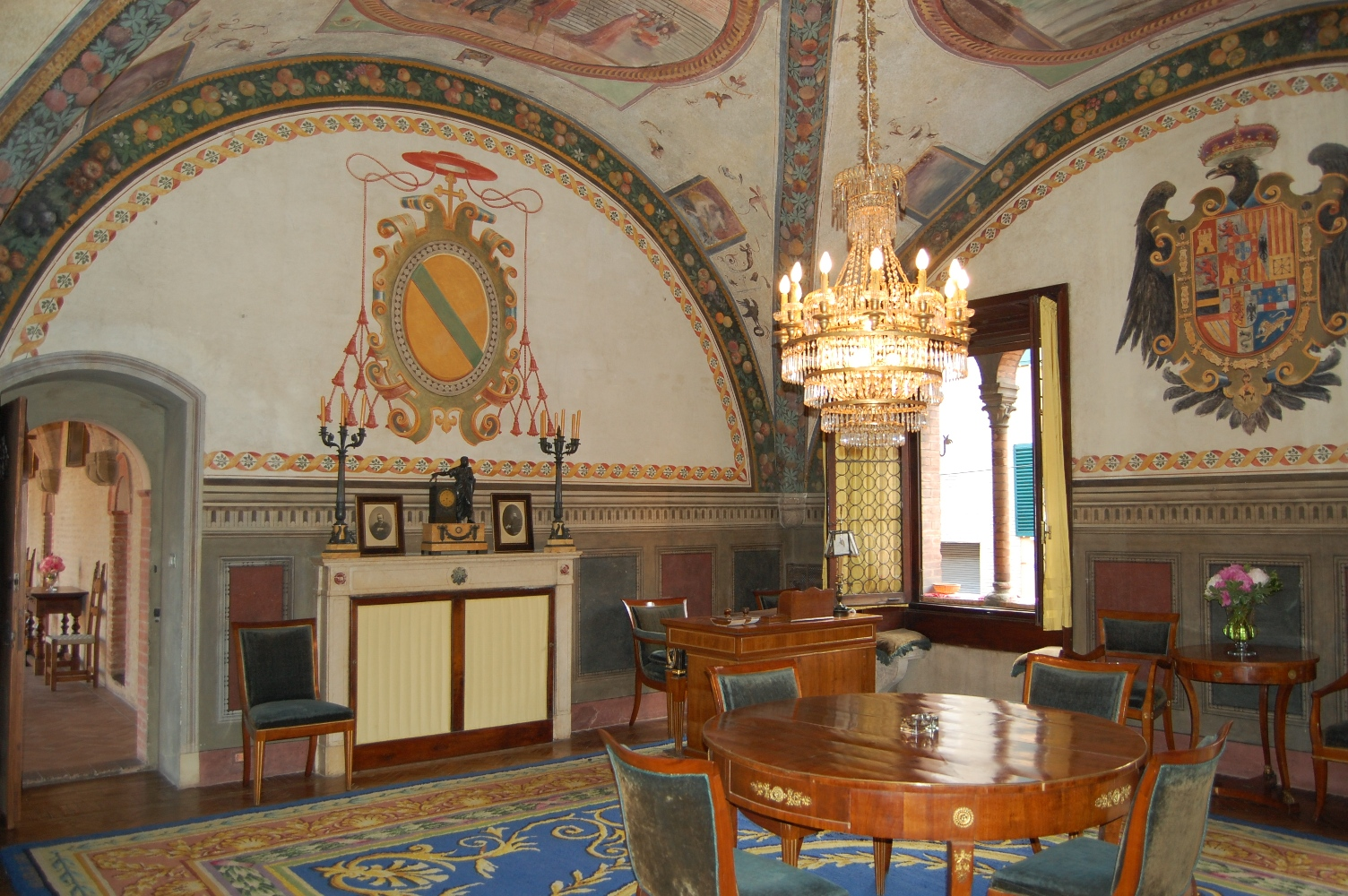
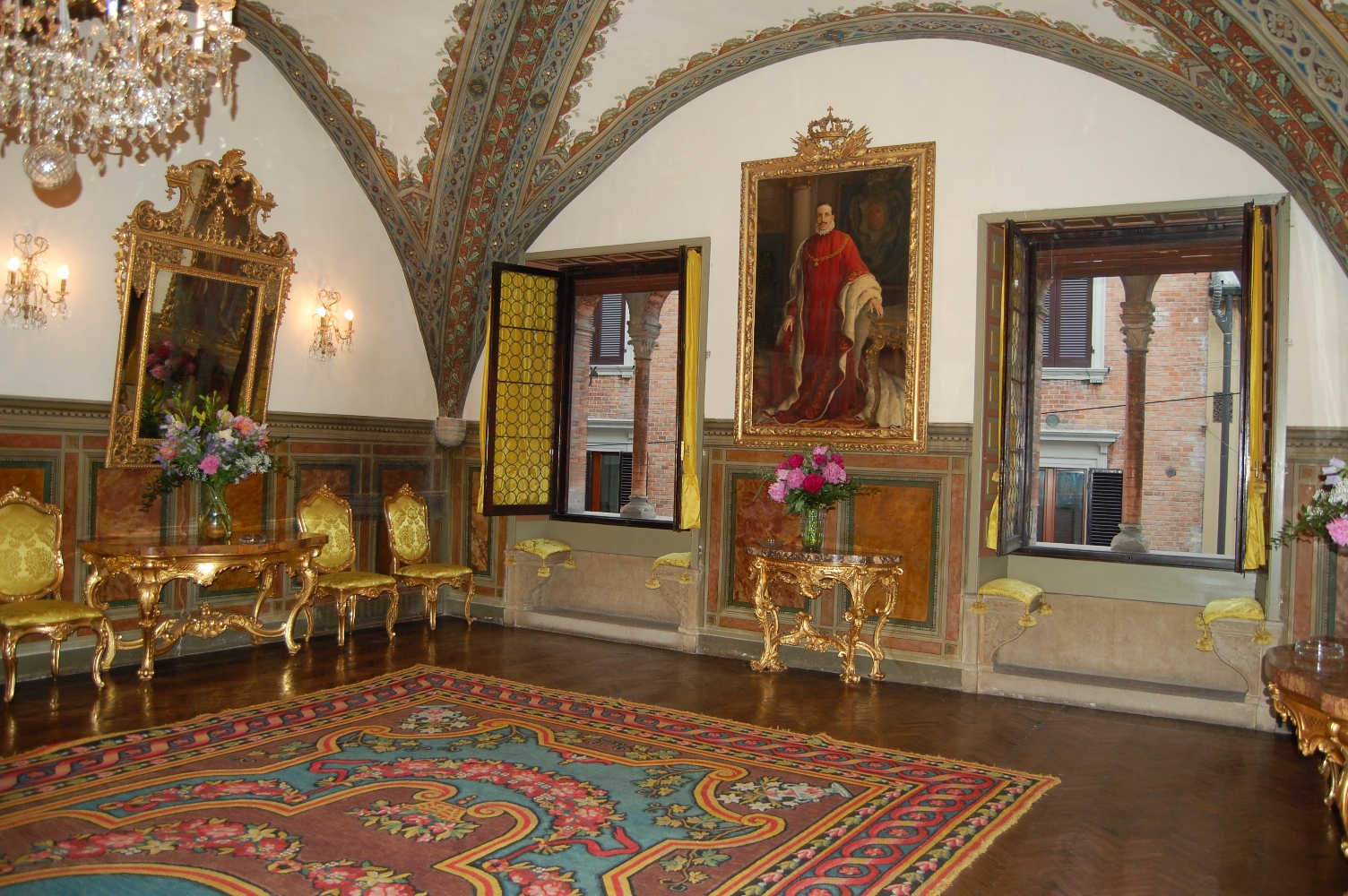
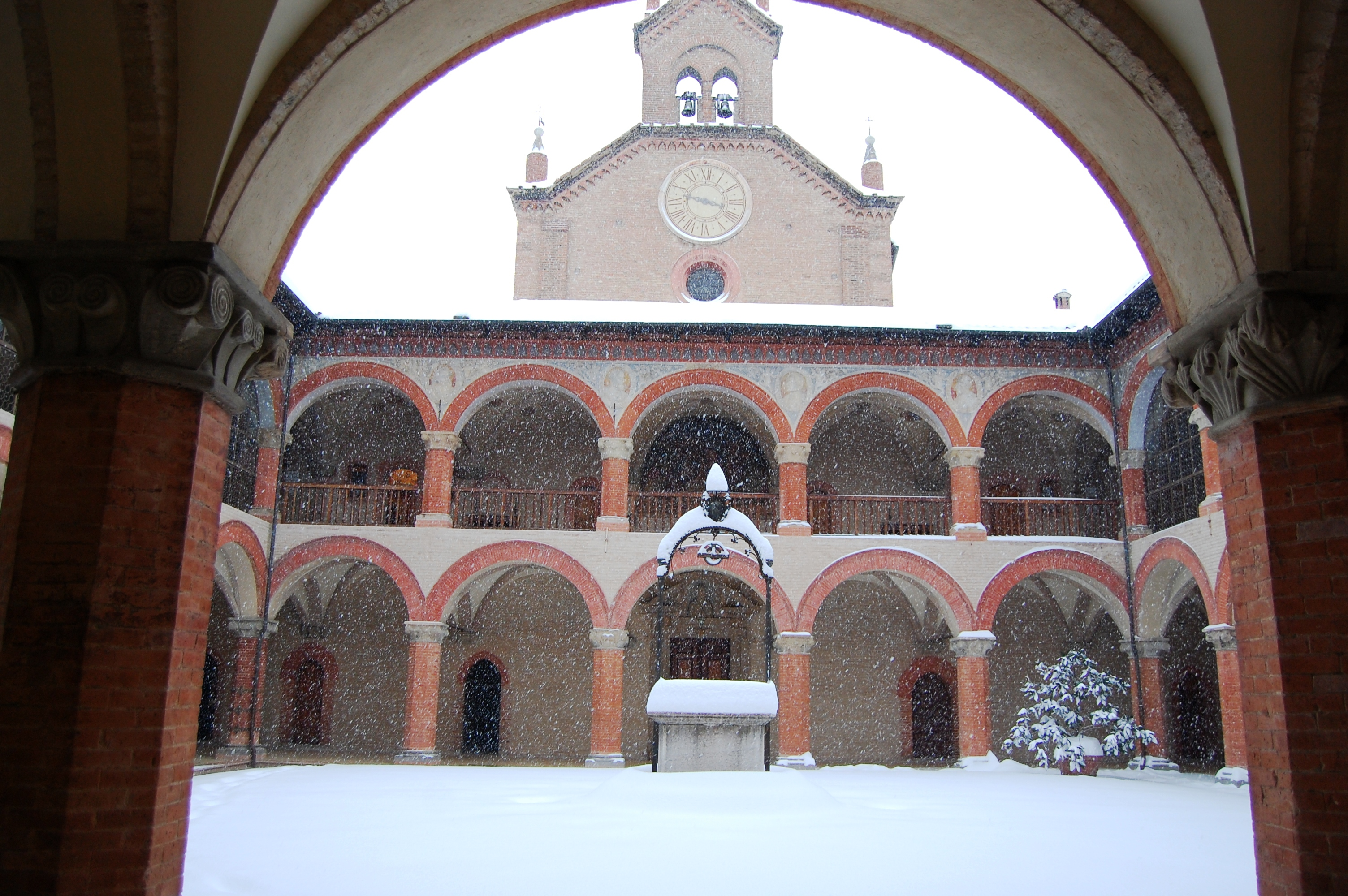
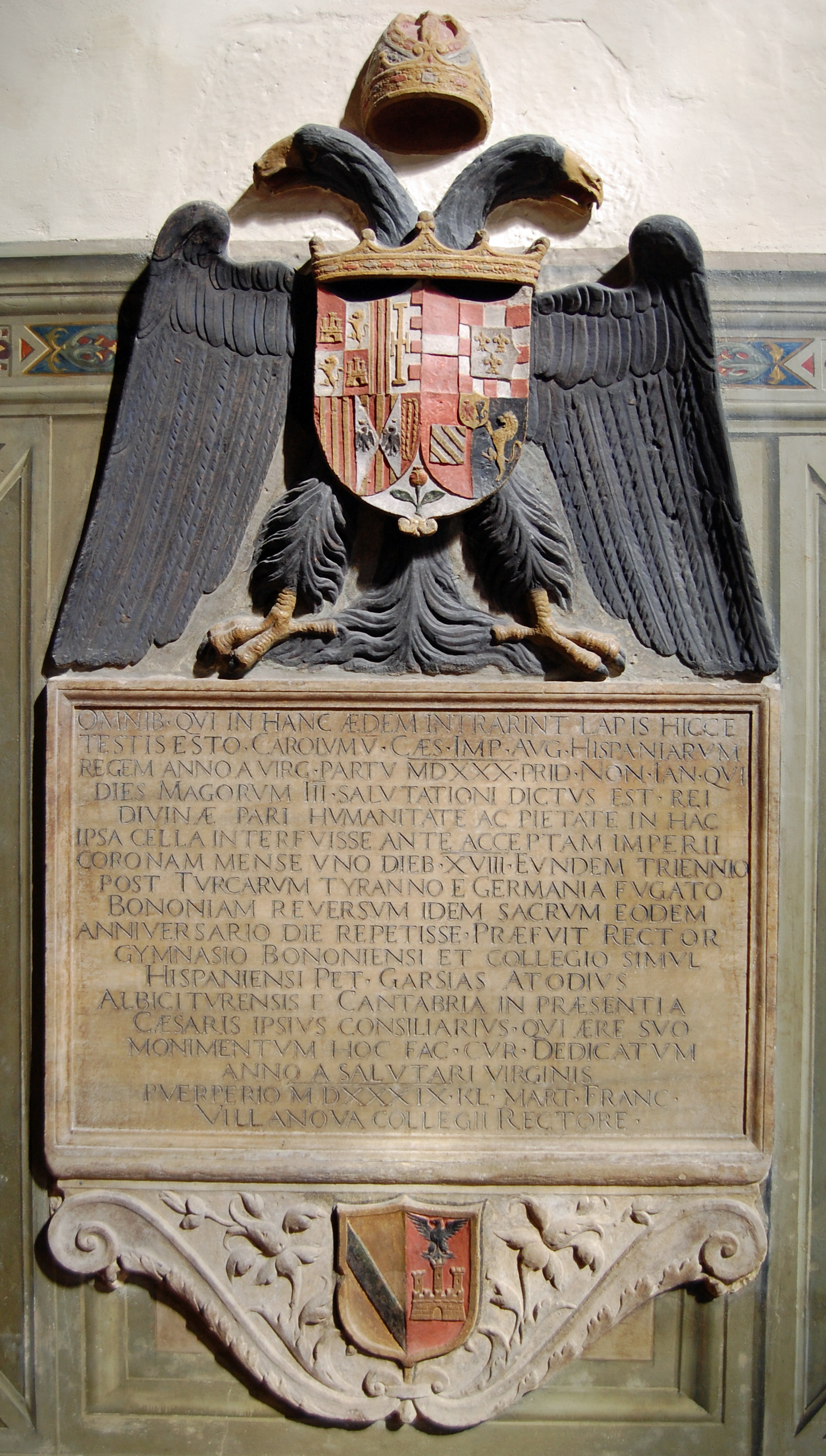